# ヤン・イクチュン
ヤン・イクチュン（梁 益準、양 익준, 1975年10月19日 - ）は、韓国出身の俳優、映画監督。

## 略歴
公州映像大学演芸演技科卒業。21歳で兵役に就いた後、演劇を学び、アクターズ21アカデミーを経て俳優として活動開始。長編映画初監督で製作・脚本・主演・編集も担った『息もできない』は当時の韓国のインディーズ映画としては異例の高い評価を受け、国内外で多数の賞を受賞し、日本でもキネマ旬報ベスト・テン外国映画ベスト・テン第1位・外国映画監督賞を獲得した。ヤン・ヨンヒ監督の『かぞくのくに』や岸善幸監督の『あゝ、荒野』に出演するなど日本でも俳優として活動し、『あゝ、荒野』ではキネマ旬報ベスト・テンやアジア・フィルム・アワードで助演男優賞に輝いた。
2018年8月より日本の芸能事務所・ユマニテとエージェント契約を結んでいる。

## 監督作品

### 映画
- ながめる（2005年）- 脚本・編集・出演
- 息もできない 똥파리（2009年）-　製作・脚本・編集・主演
- 愛情万歳（2011年）
- しば田とながお（2013年1月26日公開）

## 出演作品

### 映画
- 品行ゼロ（2002年、チョ・グンシク監督）
- チャ・テヒョンのハッピー☆クリスマス（2003年、イ・ゴンドン監督）
- ARAHAN アラハン（2004年、リュ・スンワン監督）
- パンパン クイズショー カップル予選戦（2004年）
- 家政婦, 違う（2004年） - 宅配技師 役
- 人間的に情が行かない人間（2005年）
- チョルスよ, チョルスよ何するの?（2005年） - チョルス 役
- 楽園（2005年）
- ながめる（Always Behind You）（2005年）- ジュノ 役（兼 監督・脚本・編集）
- 鷺梁津トトロ（Noryangjin Totoro）（2005年） - キム・ヨンミン 役
- まぶしい一日 episode1 宝島（2005年、キム・ソンホ監督）
- けつわり（2006年、安藤大佑監督）
- 風が吹く（2006年） - キソク 役
- 強敵（2006年、チョ・ミノ監督）
- シリーズ 多細胞少女- 私たちの幸せな時間（2006年、ソン・ヘソン監督）
- 後悔なんてしない（2006年、イソン・ヒイル監督）
- 私の生涯で最悪の男（2007年、ソン・ヒョニ監督）
- ピクニック（2007年） - チョン・ミン 役
- ビバ!ラブ（2008年、オ・ジョムギュン監督）
- 息もできない（2008年）- キム・サンフン 役（兼 製作・監督・脚本・編集）
- 海の方へ, もう一歩（2009年、チェ・ジヨン監督）
- 家を出た男たち（2010年）
- マジック&ロス（2011年）
- Departure（2011年）
- かぞくのくに（2012年、梁英姫監督） - ヤン 役
- 夢売るふたり（2012年、西川美和監督） - 探偵 役
- 我は神なり（2013年、ヨン・サンホ監督） - キム・ミンチョル 役
- 中学生円山（2013年、宮藤官九郎監督） - パク・ヒョンホン 役
- 私の親友悪党たち（2015年、イム・サンス監督）
- 君が描く光 (2016年、チャン監督) - チュンソプ 役
- 春の夢（2016年、チャン・リュル監督） - イクチュン 役
- 詩人の恋（2017年、キム・ヤンヒ監督） - 詩人 役
- あゝ、荒野 前篇・後篇（2017年、岸善幸監督） - 二木建二 役
- 告白 コンフェッション（2024年、山下敦弘監督） - 主演・リュウ・ジヨン 役（生田斗真とW主演）

### ドラマ
- 優しい男（2012年、KBS2） - ハン・ジェシク 役
- 感激時代～闘神の誕生（2014年、KBS2）  - ファン・ボンシク 役
- 大丈夫、愛だ（2014年、SBS） - チャン・ジェボム 役
- 夜を歩く士（2015年、MBC） - ヘソ 役
- 推理の女王（2017年、KBS2） - チャン・トジャン 役
- バッドガイズ -悪の都市-（2017年、OCN） - チャン・ソンチョル 役
- to. Jenny（2018年、KBS2）  - キム・ヒョンス 役
- シリーズ・横溝正史短編集Ⅱ『金田一耕助踊る!』貸しボート13号（2020年1月18日、NHK BSプレミアム）[4] - 等々力警部 役
- 地獄が呼んでいる（2021年、Netflix） - チン・ギョンフン 役
- シリーズ・横溝正史短編集IV「金田一耕助、悔やむ」（NHK BSプレミアム）  - 等々力警部 役
  - 『悪魔の降誕祭』（2025年4月24日）
  - 『鏡の中の女』（2025年5月8日）

## 受賞歴
1998年
- 百想芸術大賞 新人演技賞

2005年
- 第31回 ソウル インディペンデント短編映画祭 観客賞（ながめる）
- 第4回 ミジャンセン短編映画祭 演技賞（チョルスよ，チョルスよ何するの?）
- 第4回 ミジャンセン短編映画祭 演技賞（パンパン クイズショー カップル予選戦）
- 第4回 ミジャンセン短編映画祭 演技賞（人間的に情が行かない人間）

2009年
- 第17回 利川 春史大賞映画祭 審査委員大賞（息もできない）
- 第30回 青龍映画賞（息もできない）
- 第13回 ファンタジア映画祭 最優秀作品賞，男優主演賞（息もできない）
- 第38回 ロッテルダム国際映画祭 VPROタイガー賞（息もできない）
- スペイン ラス・パルマス国際映画祭 主演男優賞（息もできない）
- 第11回 フランス ドーヴィル アジア映画祭 大賞 国際評論家協会賞（息もできない）
- 第23回 スイス フリブール国際映画祭 ザ・エクスチェンジ賞（息もできない）
- 第7回 イタリア フィレンツェ韓国映画祭 観客賞（息もできない）
- 第22回 シンガポール国際映画祭アジアン・フィーチャー・フィルム・コンペティション部門 最優秀演技賞（息もできない）
- ブエノスアイレス国際インディペンデント映画祭 サイニス賞（息もできない）
- 第11回 スペイン バルセロナ アジア映画祭 （息もできない）ゴールデン・ドリアン賞（新人監督賞）（息もできない）
- ニューヨーク アジア映画祭 新人監督賞（息もできない）

2017年
- 第91回キネマ旬報ベスト・テン 助演男優賞（あゝ、荒野）[5]

2018年
- 第12回アジア・フィルム・アワード 助演男優賞（あゝ、荒野）[6]

## 関連文献
- 『息もできない』 - ビターズ・エンド